# 白石まるみ
白石 まるみ（しらいし まるみ、1962年〈昭和37年〉11月27日 - ）は、日本の女優、歌手、タレントである。本名は、南川 光江（みなみかわ みつえ）。旧姓は、松田（まつだ）。
東京都出身。FIRST AGENT所属。
夫は会社経営者（一般人）、娘はタレントの守永真彩。都立第一商業高校卒業。

## 来歴
1978年、TBSのテレビドラマ『ムー一族』で主演の郷ひろみの恋人役のオーディション（審査員は出演者だった伴淳三郎ら）に応募し、4万人の応募者の中から2位で選ばれた（このオーディションの優勝者は桂木文）。この当時はまだ中学生で、中学生が選ばれるはずもないと思いながらも、不合格でも何か景品がもらえるということだったので、何かもらえたら郷のファンだった友人にプレゼントしようと思い応募したという。他の応募者から送られてきた写真がだいたい写真館などで撮影したものだったのに対し、白石が送ったのは全身写真がストーブの前でオーバーオールのポケットに手を突っ込んで立っているもの、バストアップが制服姿で正座しているものという、たまたま家にあったスナップ写真だった。そして最終審査当日は初めてメイクをしてフリフリのスカートという姿で臨み、ムー一族プロデューサーの久世光彦に「君面白いね、（送られてきた写真と）全然違うじゃん」と言われたという。また樹木希林には「あなたね、美人じゃない所がいいわよ」と言われている。
芸名はムー一族のスタッフらが名付けた。「顔も目も鼻も丸いから」でまるみ、「白石」も本人の全体的なイメージに由来するとのこと。
そしてムー一族において「居酒屋ひろみ」の女将の妹役でデビューした。当初はアイドル女優として、テレビドラマだけでなく映画、ラジオパーソナリティーなど多方面で活動していた。
1982年、松任谷正隆プロデュースにより、ビクター音楽産業から「オリオン座のむこう」でアイドル歌手としてレコードデビューした。同期デビューは堀ちえみ、小泉今日子、三田寛子、早見優、松本伊代、中森明菜などの「花の82年組」で、白石も新人賞レースに名を連ねていた。ファーストアルバム『風のスクリーン』も松任谷正隆がプロデュースした。
1988年、自身初の写真集「麻琉美」を発表した。
1992年4月には、母と子のテレビタイム土曜版のおねえさんに就任した。ニャンちゅうの初代パートナーとなり、「まるみおねえさん」として人気を博す。1995年3月に卒業した。在任期間は3年間で、ニャンちゅうの番組の歴代おねえさんとしては、鎮西寿々歌、柊瑠美に次ぐ第3位である。
2002年秋、芸名を「まるみ」から「マル美」（読みは同じ）に変更した。テレビショッピング番組のMCや『いきなり!黄金伝説』の節約生活、紀行番組のリポーターなどを務めた。
2007年夏、芸名を「白石麻琉美」に改名したが、本人の誕生日である11月27日より、デビュー当時のひらがなの「まるみ」に戻した。
趣味はバドミントンで、自らクラブチームに所属する腕前という。また、コスプレも嗜む。
2016年、娘の守永とコンビ「WM（ダブルエム）」を結成し、キングオブコント2016への挑戦したが、予選1回戦で敗退した。
個性心理學の創始者である弦本將裕に師事し、動物キャラナビ（動物占い）の講師も務める。

## 出演

### テレビドラマ
- ムー一族（1978年） - 「居酒屋ひろみ」の女将の妹 役
- 家路〜ママ・ドント・クライ（1979年8月15日 - 1979年11月7日、TBS） - 味楽苑の従業員・生井米子 役
- あさひが丘の大統領 第25話「愛するって何ですか?」（1980年、NTV・ユニオン映画）
- 連続テレビ小説 虹を織る（1980年、NHK） - 照子 役[14]
- 太陽にほえろ!（東宝・NTV）
  - 第408話「スコッチ誘拐」（1980年5月30日） - 篠原ケイコ 役
  - 第439話「ボスの告発」（1981年1月9日） - 辻本ミナコ 役
  - 第560話「愛される警察」（1983年6月24日） - 松村ハルミ 役
  - 第617話「ゴリさん、見ていてください」（1984年9月28日） - 須藤久美子 役
  - 第629話「ドリーム」（1984年12月21日） - 小松美由起 役
- 気になる天使たち（1981年4月13日 - 1981年7月20日、フジテレビ） - 水原玲子 役
- 意地悪ばあさん（1981年10月 - 1982年12月、フジテレビ） - 磯野のり子 役
- 噂の刑事トミーとマツ2 第35話「空から車が降る港 あゝトミマツW変身」（1982年11月3日、TBS・大映テレビ） - 洋子 役
- 長谷川町子の意地悪クッキー（1983年、フジテレビ）
- ことしの牡丹はよいぼたん（1983年、CX）- 泰葉 役
- スチュワーデス物語（1983年、TBS・大映テレビ） - 中島友子 役
- 風の中のあいつ（1984年、NTV）- 滝川まるみ 役
- ビートたけしの学問ノススメ（1984年、TBS） - 三輪和子 役
- 元祖おじゃまんが山田くん（1984年、フジテレビ） - マドンナ 役
- 誇りの報酬 第3話「賭けをするなら命がけ」（1985年10月、NTV・東宝） - 浅井のりこ 役
- 特捜最前線 第444話「原宿スクランブル・泣いた放火魔!」（1985年12月12日、ANB・東映） - 菊池ケイコ 役
- 木曜ドラマストリート「花嫁の賭け」（1986年7月17日、フジテレビ） - 長谷川まりこ 役[15]
- ザ・ドラマチックナイト・松本清張の地方紙を買う女（1987年10月23日、CX）
- オレの妹急上昇（1987年、CX） - 番組司会者 役
- 夏色の天使（1989年、TBS） - 黒川ゆかり 役
- ドラマチック22・女子大生危険なアルバイト（1990年2月10日、TBS / 大映テレビ） - 熊倉葉子 役
- 砂の上の家 （1993年、CX）
- 土曜ワイド劇場（ANB→EX）
  - 家政婦は見た!シリーズ - 第8作からレギュラー・友田ともみ 役
  - 「救急救命士・牧田さおり2」（2003年）- 田宮和枝 役
  - 「救急救命士・牧田さおり10」（2015年） - 永崎未沙（さおりの同級生）役
  - タクシードライバーの推理日誌18（2004年4月3日） - 浦野幸代 役
  - 橘京子の調査報告書（2005年10月15日） - 榎本由美子 役
- 赤い殺意（1991年、CX）- 大井志乃 役
- 月曜ドラマスペシャル・三十六人の乗客（1991年、TBS）
- 妻たちの劇場・泣きっ面に姑（CX / 大映テレビ）
- 火曜サスペンス劇場・小京都ミステリー20 肥後人吉殺人事件（1997年7月1日、NTV） - 深野朋美 役
- 砂の城（1997年、THK） - 船村伊佐子 役（35話から）
- 電磁戦隊メガレンジャー（1997年、EX・東映） - 加奈子 役
- 金曜エンタテイメント （CX）
  - 浅見光彦シリーズ10 イーハトーブの幽霊（2000年10月27日）
  - 温泉名物女将!湯の町事件簿2（2002年5月24日） - 森岡史恵 役
  - 外科医 鳩村周五郎（2004年11月19日）
- はるちゃん5（2001年、THK）
- 月曜ミステリー劇場 （TBS）
  - 万引きGメン・二階堂雪9 離婚願望（2002年10月21日）
  - 早乙女千春の添乗報告書14 奥飛騨・下呂湯けむりツアー殺人事件（2003年6月16日） - 楢崎稔子 役
- 幸せ咲いた〜結婚相談所物語〜（2003年、THK）- 宮武竹子 役
- ウルトラQ dark fantasy 第3話（2004年、テレビ東京） - 白石明美 役
- 東京少女岡本杏理 第1話「川の匂い」（2008年8月2日、BS-i） - 朋子 役
- ハンチョウ〜神南署安積班〜 第8話（2009年6月1日、TBS） - 日高美也子 役
- Xmasの奇蹟 （2009年11月-12月、THK） - ミツコ 役
- 天使の代理人（2010年10月、THK） - 室井由美子 役
- 水戸黄門第42部 第13話「美人絵師が描いた復讐 -鳥取-」（2011年1月17日、TBS・C.A.L） - お近 役
- 月曜ゴールデン・上条麗子の事件推理10 伊勢志摩･真珠殺人事件（2012年10月29日、TBS） - 前田洋子 役
- 金曜プレステージ・塔馬教授の天才推理2 湯殿山麓ミイラ伝説殺人事件（2014年9月19日、フジテレビ） - 安田テル子 役

### 情報・バラエティ番組
- 脱線問答（1980年、NHK）
- モーニングサラダ（NTV）
- 母と子のテレビタイム土曜版→日曜版（1992年4月-1995年3月、NHK教育）初代おねえさん「まるみおねえさん」
- パソコンサンデー（TVO）
- いきなり!黄金伝説（EX）
- ジャンプ!○○中（CX）
- 錦野旦と白石まるみのテレショップ
- 一枚の写真（CX）
- 北野タレント名鑑（2004年7月22日、CX）
- レディス4（2009年6月18日、TX）
- カード学園（2010年2月26日-2010年3月26日(5回)、TBS）
- おもしろクイズBOX（NTV） - アシスタント
- お次の番だよ! 歌合戦
- NNNニュースプラス1（NTV） - リポーター
- 土曜スペシャル（TX） - リポーター
- お笑いマンガ道場 - 常連ゲスト
- 三波伸介の凸凹大学校（TX）

### 映画
- アカルイミライ（2003年、黒沢清監督） - 藤原冴子 役

### 舞台
- 小公女セーラ - セーラ 役
- 若草物語 - 長女メグ 役
- 舞扇（明治座）
- 花くれないの女（明治座）
- うたかたの金貨（本多劇場）
- 江藤博利プロデュース昭和歌謡コメディ
- 松平健芸能生活50周年記念公演（2024年7月6日 - 31日、明治座）[16]

### ラジオ
- タモリで失敬!（TBSラジオ、1988年） - 毎週土曜レギュラーアシスタント[1]
- それゆけ洋七元気丸!（TBSラジオ）
- 気になるワイド 鈴木順のまんなかラジオ（TBSラジオ）
- 北野誠の大胆!ヒルマーノ（TBSラジオ）
- くにまるワイド ごぜんさま〜（、文化放送、2009年5月12日、「ラジオに出たい人、いらっしゃ〜い!」のコーナー）
- 天下御免の日曜日!（北陸放送、1982年3月 - 1983年3月） - レギュラーパーソナリティ

### CM
- 天津感冒片（1980年）
- 天藤製薬・武田薬品工業 ハイボラギノールS（1986年 - 1988年）
- 江崎グリコ・「コメッコ」「パナップ」「プッチンプリン」など
- ハウス食品・「本中華」
- 明星食品・「中華三昧」
- ライオン・「NEW BAN」
- 全労済
- クロネコヤマト

### 写真集
- 麻琉美（1988年、ワニブックス） ISBN 484702091X

## ディスコグラフィー

### シングル
| 発売日        | 規格  | 規格品番   | 面 | タイトル                         | 作詞         | 作曲       | 編曲       |
| ------------- | ----- | ---------- | -- | -------------------------------- | ------------ | ---------- | ---------- |
| 1982年1月21日 | EP    | SV-7192    | A  | オリオン座のむこう               | 呉田軽穂     | 松任谷正隆 | 松任谷正隆 |
| 1982年1月21日 | EP    | SV-7192    | B  | 恋人がいても                     | 呉田軽穂     | 呉田軽穂   | 松任谷正隆 |
| 1982年7月5日  | EP    | SV-7230    | A  | YoKoSuKa 愛の色                  | 三浦徳子     | 滝沢洋一   | 新川博     |
| 1982年7月5日  | EP    | SV-7230    | B  | レイニー・ガール                 | 戸塚省三     | 戸塚省三   | 新川博     |
| 1983年1月21日 | EP    | SV-7280    | A  | 恋人達の明日                     | 大貫妙子     | 大貫妙子   | 椎名和夫   |
| 1983年1月21日 | EP    | SV-7280    | B  | 翼をつけてラブ・ソング           | 大貫妙子     | 大貫妙子   | 椎名和夫   |
| 1996年9月21日 | 8cmCD | VIDL10806  | 1  | だまされごっこ                   | しろいうさぎ | 陳連雀     |            |
| 1996年9月21日 | 8cmCD | VIDL10806  | 2  | 北野誠の全国共通大阪弁講座       |              |            |            |
| 2019年2月14日 | CD    | DAKMARUP-1 | 1  | アニマロジーディスコ             | 白石まるみ   |            |            |
| 2019年2月14日 | CD    | DAKMARUP-1 | 2  | アニマロジーディスコ（カラオケ） |              |            |            |

### アルバム
| 面 | No. | タイトル                 | 作詞       | 作曲       | 編曲       |
| -- | --- | ------------------------ | ---------- | ---------- | ---------- |
| A  | 1   | 6月のまばたき            | 呉田軽穂   | 松任谷正隆 | 新川博     |
| A  | 2   | YoKoSuKa愛の色           | 三浦徳子   | 滝沢洋一   | 新川博     |
| A  | 3   | レイニー・ガール         | 戸塚省三   | 戸塚省三   | 新川博     |
| A  | 4   | A Little Fall            | 三浦徳子   | 松任谷正隆 | 新川博     |
| A  | 5   | 8月生まれSummer Girl     | 島エリナ   | 椎名和夫   | 新川博     |
| B  | 1   | オリオン座のむこう       | 呉田軽穂   | 松任谷正隆 | 松任谷正隆 |
| B  | 2   | End of Love              | 有川正沙子 | 新川博     | 新川博     |
| B  | 3   | 恋人がいても             | 呉田軽穂   | 呉田軽穂   | 松任谷正隆 |
| B  | 4   | 9月の印象                | 有川正沙子 | 新川博     | 新川博     |
| B  | 5   | ときめきシュガー・タウン | 岡田冨美子 | 東郷正和   | 新川博     |

| No. | タイトル                 | 作詞       | 作曲       | 編曲       |
| --- | ------------------------ | ---------- | ---------- | ---------- |
| 1   | オリオン座のむこう       | 呉田軽穂   | 松任谷正隆 | 松任谷正隆 |
| 2   | 恋人がいても             | 呉田軽穂   | 呉田軽穂   | 松任谷正隆 |
| 3   | YoKoSuKa愛の色           | 三浦徳子   | 滝沢洋一   | 新川博     |
| 4   | レイニー・ガール         | 戸塚省三   | 戸塚省三   | 新川博     |
| 5   | 恋人達の明日             | 大貫妙子   | 大貫妙子   | 椎名和夫   |
| 6   | 翼をつけてラブ・ソング   | 大貫妙子   | 大貫妙子   | 椎名和夫   |
| 7   | 6月のまばたき            | 呉田軽穂   | 松任谷正隆 | 新川博     |
| 8   | A Little Fall            | 三浦徳子   | 松任谷正隆 | 新川博     |
| 9   | 8月生まれSummer Girl     | 島エリナ   | 椎名和夫   | 新川博     |
| 10  | End of Love              | 有川正沙子 | 新川博     | 新川博     |
| 11  | 9月の印象                | 有川正沙子 | 新川博     | 新川博     |
| 12  | ときめきシュガー・タウン | 岡田冨美子 | 東郷正和   | 新川博     |

## 著書
- まぁるいシアワセ ― 50代・ナイスエイジングのためのやさしい教科書（2014年10月3日、集英社） ISBN 978-4087807370
- Animalogy（アニマロジー） ― 人間の取扱説明書（2017年11月22日、牧野出版） ISBN 978-4895002189
- 繋がる（2018年11月1日、牧野出版、共著） ISBN 978-4895002257